# Miedzechów (gromada)
Miedzechów – dawna gromada, czyli najmniejsza jednostka podziału terytorialnego Polskiej Rzeczypospolitej Ludowej w latach 1954–1972.
Gromady, z gromadzkimi radami narodowymi (GRN) jako organami władzy najniższego stopnia na wsi, funkcjonowały od reformy reorganizującej administrację wiejską przeprowadzonej jesienią 1954 do momentu ich zniesienia z dniem 1 stycznia 1973, tym samym wypierając organizację gminną w latach 1954–1972.
Gromadę Miedzechów z siedzibą GRN w Miedzechowie utworzono – jako jedną z 8759 gromad – w powiecie grójeckim w woj. warszawskim, na mocy uchwały nr VI/10/5/54 WRN w Warszawie z dnia 5 października 1954. W skład jednostki weszły obszary dotychczasowych gromad Falencin, Miedzechów, Miedzechów Nowy, Przyłom, Ryszki, Sikuty i Stefanków ze zniesionej gminy Nowa Wieś w tymże powiecie. Dla gromady ustalono 11 członków gromadzkiej rady narodowej.
31 grudnia 1959 z gromady Miedzechów wyłączono (a) wsie Przyłom i Sikuty, włączając je do gromady Drwalew oraz (b) wieś Falencin włączając je do gromady Kobylin w tymże powiecie, po czym gromadę Miedzechów zniesiono a jej (pozostały) obszar włączono do gromady Murowanka tamże.